# 아이슬란드의 행정 구역
아이슬란드의 행정 지역 구분은 대체로 다음과 같다.

## 현재

### 지방 자치체
아이슬란드에는 74개의 지방 자치체가 있으며 각각의 지자체는 교육(유치원, 초등학교 등), 폐기물 관리, 사회서비스, 공영 주택, 교통, 노년층 및 장애인 서비스 등의 지역 현안을 담당한다. 아이슬란드의 지방 자치체는 용도지역에 대한 지배권을 가지며 이에 대한 예산을 필요로 한다면 자발적으로 추가 기능을 실시할 수 있다. 지방 자치체의 자치권은 아이슬란드 헌법에 명시되어 있다.

### 주
아이슬란드에는 전통적으로 23개의 주가 있다. 현재 아이슬란드는 24개의 시슬루멘으로 분할되어 있으며 이전의 행정 구역과 상당히 유사하다. 각각의 주는 지방 경찰서(경찰청장이 있는 레이캬비크 특급경찰서는 제외)를 통한 세금 징수, 파산 선고, 종교적 절차를 밟지 않은 민간 결혼 등의 행정 절차를 수행한다.

### 지역
아이슬란드에는 8개의 지역이 있으며 주로 통계상에서 쓰이는 지역 구분이다. 지방법원 역시 이 지역 구분을 따른다 (옛날 지역을 기준으로 해서 지금과는 완전히 일치하지 않음). 한편 의료계에서는 아이슬란드 전역을 7개의 의료 지역으로 나뉜다. 이쪽은 북서 지역과 북동 지역을 하나로 통합한 것을 빼고는 아이슬란드를 8개의 지역으로 나눈 것과 일치한다.

### 선거구
2003년까지 아이슬란드의 선거구는 아이슬란드의 지역 구분과 구획이 같았으나 개헌 후 현재의 6개 선거구가 신설되었다. 인구밀도가 적은 지역의 투표가 레이캬비크 도심 지역의 투표보다 더 많게 집계될 수 있기 때문에 각 선거구 간에 무게균형을 이루기 위해  이렇게 변경된 것이다. 새로운 선거구 제도가 도입되면서 이런 문제는 줄어들었으나 아직까지도 존재하는 편이다.

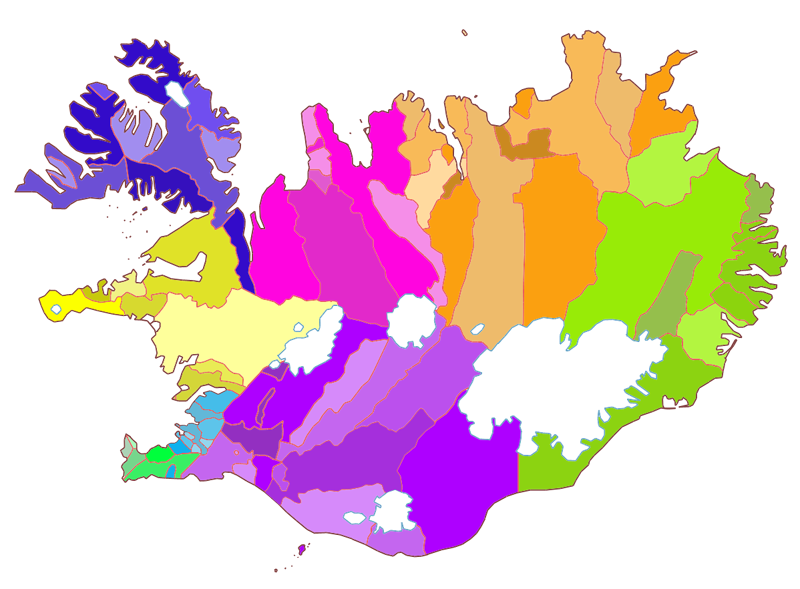
아이슬란드의 지방 자치체
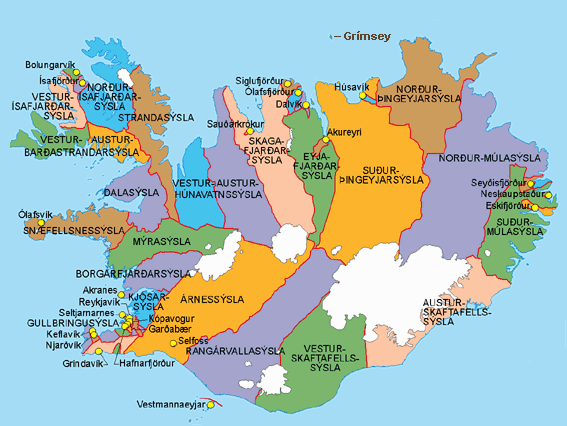
아이슬란드의 주
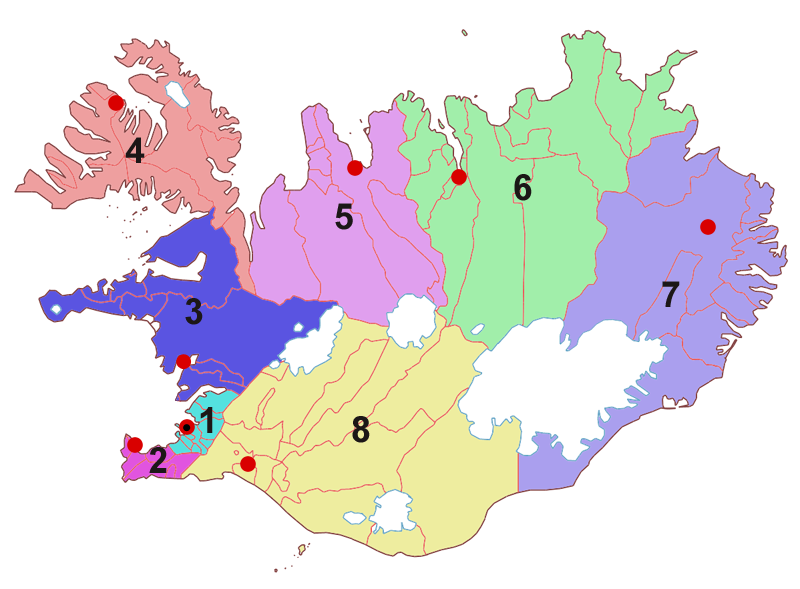
아이슬란드의 지역
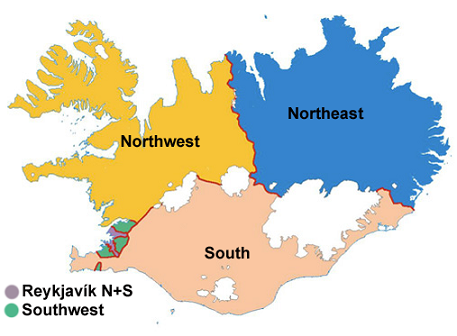
아이슬란드의 선거구

## 란스피오르둥귀르

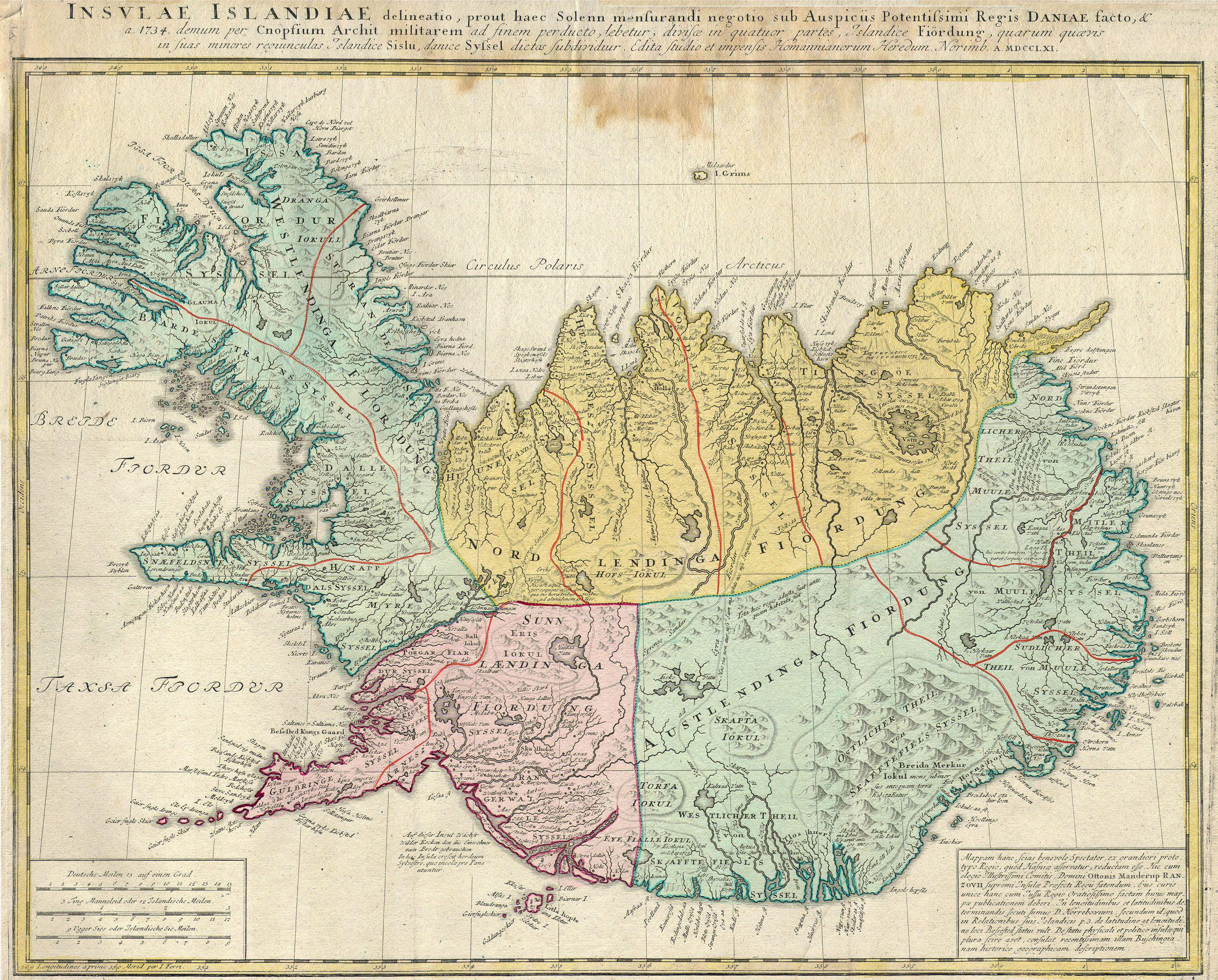
아이슬란드의 란스피오르둥귀르를 그린 지도(1761년)

역사적으로 아이슬란드는 4개의 란스피오르둥귀르(아이슬란드어: landsfjórðungur, 복수형은 란스피오르둥가르-아이슬란드어: landsfjórðungar)로 나뉘었으며 이것은 방위를 따른 것이다. 이것은 965년에 지역 의회(피오르둥스싱그 fjórðungsþing - 란스피오르둥귀르 의회)와 지방 재판소(피오르둥스도마르 fjórðungsdómar - 란스피오르둥귀르 법원)를 구성하기 위해 만들어진 행정구역이다. 각 란스피오르둥귀르는 세 개의 의회(봄, 가을에 개회)가 있으며 노르들렌딩가피오르둥귀르에는 네 개가 있다.

## 같이 보기
- ISO 3166-2:IS